# Blueslide
Blueslide az Amerikai Egyesült Államok északnyugati részén, Washington állam Pend Oreille megyéjében elhelyezkedő önkormányzat nélküli település. A helységen nem végeznek népszámlálást.
Blueslide postahivatala 1906 és 1926 között működött. A település nevét egy közeli földcsuszamlásról (landslide) kapta.

## Fordítás
Ez a szócikk részben vagy egészben  a   Blueslide, Washington című angol Wikipédia-szócikk ezen változatának fordításán alapul.  Az eredeti cikk szerkesztőit annak laptörténete sorolja fel. Ez a jelzés csupán a megfogalmazás eredetét és a szerzői jogokat jelzi, nem szolgál a cikkben szereplő információk forrásmegjelöléseként.